# 索莱托
索莱托（義大利語：Soleto），是意大利莱切省的一个市镇。总面积29平方公里，人口5630人，人口密度194.1人/平方公里（2009年）。ISTAT代码为075076。